# Araiopogon fraternus
Araiopogon fraternus är en tvåvingeart som först beskrevs av Jacques-Marie-Frangile Bigot 1878.  Araiopogon fraternus ingår i släktet Araiopogon och familjen rovflugor. Inga underarter finns listade i Catalogue of Life.